# محسن بدیع
محسن «محمدحسن» بدیع (۲۲ مه ۱۹۰۸-۳ اوت ۱۹۸۹)(۱ خرداد ۱۲۸۷–۱۲ مرداد ۱۳۶۸) کارگردان، تدوینگر، فیلمبردار و تهیه‌کننده اهل ایران بود.

## زندگی‌نامه
متولد ۱۲۸۷ در بصره (که اکنون در جمهوری عراق واقع شده‌است، و در آن زمان مانند تمامی کشور عراق کنونی - جزء امپراتوری عثمانی بوده‌است). پدرش، حسن بدیع، کنسول ایران در بصره بود. در سال ۱۳۰۳ به ایران بازگشت. در سال ۱۳۰۶ به پاریس رفت و در آنجا به مدت یک سال مشغول به تحصیل زبان فرانسوی شد. سپس یک بورس تحصیلی در رشته رادیو از انگلستان گرفت و به لندن رفت. در کنار تحصیل در رشتهٔ رادیو، زبان فرانسه اش را نیز تکمیل کرد. طی چهار سال اقامت در لندن موفق به اخذ مدرکی معادل مهندسی (مهندسی رادیو، تلفن، تلگراف و بی‌سیم) شد و بعد به پاریس برگشت. هشت سال نیز در آنجا اقامت داشت و در آنجا کارگاهی تأسیس کرد و شروع به کار ساخت و تعمیر دستگاهی گیرندهٔ رادیو نمود. در این مدت به تحصیل هم مشغول بود و دیپلم مهندسی برق و مکانیک را نیز دریافت کرد. در سال ۱۳۲۱ به ایران بازگشت و نخستین دستگاه اتوماتیک چاپ فیلم سیاه و سفید را با یاری   اسماعیل کوشان، طراحی و آمادهٔ کار کرد. طی این سال‌ها در خیابان فردوسی، مغازهٔ رادیوسازی بدیع را که خود تأسیس کرده بود نیز اداره می‌کرد. در سال ۱۳۲۷ موفق به ساختن اپتیکال صداگذاری روی فیلم شد. در سال ۱۳۳۱ «استودیو عقاب» را تأسیس کرد که بعداً به «استودیو بدیع» تغییر نام داد و هم‌اکنون نیز توسط فرزندانش فعال است. وی در روز پنجشنبه، دوازدهم مردادماه ۱۳۶۸ درگذشت.

## فیلمشناسی
- ستاره‌ای چشمک زد (۱۳۴۲ کارگردان، تهیه‌کننده، فیلمبردار و مجری تروکاژ)
- شکار خانگی (۱۳۳۰ فیلمبردار، تهیه‌کننده و تدوینگر)
- ولگرد (۱۳۳۱ تهیه‌کننده با مشارکت جلیل غدیری و فضل‌الله منوچهری و تدوینگر و فیلمبردار و مجری تروکاژ)
- میلیونر (۱۳۳۳ فیلمبردار)
- فرزند گمراه (۱۳۳۴ فیلمبردار با همکاری مهدی امیرقاسم خانی)
- آخرین شب (۱۳۳۴ فیلمبردار، تهیه‌کننده و تدوینگر با همکاری جمشید بیوکی)
- شب‌نشینی در جهنم (۱۳۳۶ مسئول تروکاژ و امور فنی)
- عروس کدومه؟ (۱۳۳۸ تدوینگر)